# Star-Trek-Fan-Fiction
Zur Star-Trek-Fan-Fiction zählen hauptsächlich filmische und literarische Werke, die im fiktiven Star-Trek-Universum handeln und in der Regel nichtkommerziell veröffentlicht wurden.

## Druckerzeugnisse

### Allgemeine Entwicklung
Die Fangemeinde der verschiedenen Serien und Kinofilme des Star-Trek-Franchise, die sich aus der Gemeinschaft der bereits organisierten Anhänger der Science-Fiction in den USA entwickelte, betreibt seit den späten 1960er Jahren eine umfangreiche Fan-Fiction-Kultur. Angestoßen wurde die Entwicklung offenbar durch den Umstand, dass Raumschiff Enterprise eine der ersten Science-Fiction-Produktionen war, für die sich auch ein bedeutender Teil des weiblichen Publikums begeistern konnte. Im Unterschied zum durchschnittlichen Science-Fiction-Fan waren diese Frauen eher an Figuren und deren Interaktion als an technischen Aspekten der Serie interessiert. Bedingt durch diesen Umstand erschien 1967, also noch zur Zeit der Erstausstrahlung von Raumschiff Enterprise, mit Spockanalia das erste Fanzine, welches bereits kurze, von Fans geschriebene, Geschichten enthielt. Bis weit in die 1990er Jahre hinein dominierten gedruckte Erzeugnisse den Bereich der Fan-Fiction, die die zahlreichen Fanclubs in vielen Ländern publizierten. Zunächst beschränkte sich das Phänomen auf die USA und andere angelsächsische Länder. Fanzines enthalten unter anderem Zeichnungen und teils sehr hochwertige Geschichten. Auch Gedichte zählen zur Fan-Fiction. Ein anderer spezieller Aspekt der Fan-Fiction bzw. Fanart sind (neben den die Geschichten normalerweise ausschmückenden Collagen) auch Risszeichnungen der fiktiven Technik aus „Star Trek“. Fans produzierten außerdem Postkarten, Wandkalender und Ähnliches in Eigenregie.
Oft wurden auch Sonderausgaben publiziert, die ausschließlich solche Fan-Fiction enthielten („Storyzines“). Es entstand eine neue Subkultur innerhalb der Fangemeinde, in welcher gute Autoren und Zeichner ein hohes Ansehen genießen. Auch unter heute professionellen Schriftstellern finden sich frühere Fanzine-Schreiber wie Jean Lorrah, die in den 1970er Jahren einige (nicht jugendfreie) Fanromane verfasst hatte und später insgesamt vier Bücher zur Star-Trek-Reihe der Firma „Pocket Books“ beisteuerte. Marion Zimmer Bradley schrieb die Kurzgeschichte „The Immovable Object“ und das Gedicht „A Vulcan Valentine“, beide datieren auch auf das Ende der 1970er Jahre. Die Schriftstellerin Sondra Marshak betätigte sich zu dieser Zeit als Herausgeberin solcher Amateurwerke. Weitere bekannte Autoren der Fanszene sind der Schauspieler Andrew Robinson, dessen Werk jedoch inzwischen kommerziell verlegt wird, und Lorrahs Partnerin Jacqueline Lichtenberg. Die Chronistin Joan Marie Verba erfasste etwa 300 bedeutsame gedruckte Publikationen in den USA zwischen 1967 und 1987 (der Zeitraum bis zum Produktionsbeginn des ersten Fernsehsequels).

### Subgenres
Viele Abarten der allgemeinen Fan-Fiction, die heute geschrieben wird, gehen auf Entwicklungen der Autorenschaft der Star-Trek-Fangemeinde zurück. Besondere Blüten trieb die Star-Trek-Fan-Fiction schon ab 1974 mit dem Aufkommen von pornografischen Elementen, die schon bald im Subgenre der Slash-Geschichten endeten. Diese thematisieren wahlweise eine sexuelle Beziehung vor allem zwischen Kirk und Spock (→ Hauptartikel: K/S), zwischen Spock und Christine Chapel oder zwischen zwei oder mehr beliebigen anderen Figuren.
Ein anderes häufiges Szenario besteht in der Einführung einer prägnanten weiblichen Hauptperson, die eine Liebesbeziehung zu einer Star-Trek-Figur aufbaut und Heldentaten vollbringt. Die Liebesbeziehung wird zum Schluss der Geschichte beendet. Die Parodie auf Erzählungen dieser Art wurde 1973 im Fanzine „Menagerie 2“ veröffentlicht. Entsprechend dem Namen der weiblichen Hauptperson dieser Parodie bezeichnet man das Genre als „Mary Sue“.

### Autorenschaft
Frauen waren nicht nur zu Beginn an der Entwicklung von Star-Trek-Fan-Fiction entscheidend beteiligt. Die Autorenschaft der Star-Trek-Fan-Fiction stellen bis in die Gegenwart zu 80 bis 90 Prozent Frauen. Besonders hoch ist deren Anteil im Slash-Bereich. Auch Mary-Sue-Geschichten werden besonders häufig von Frauen geschrieben.
Als Hobbyautoren betätigen sich vor allem jüngere Menschen ab dem Teenageralter.

### Entwicklung im deutschsprachigen Raum
Ab Ende der 1970er Jahre, als der erste Film der Reihe in den Kinos lief, und verstärkt in der zweiten Hälfte der 1980er Jahre begann sich diese Art der Fankultur auch in Deutschland auszubreiten. Die sehr wenigen Fanklubs, die ab etwa 1983 in Berlin, Hamburg und Augsburg gegründet worden waren, veröffentlichten Fan-Fiction für die noch sehr überschaubare organisierte Anhängerschaft. Auch wurden durch Privatpersonen die im englischsprachigen Raum vorher publizierten Magazine durch Fotokopie vervielfältigt und vertrieben. Wie auch in den USA stieg die Anzahl der organisierten Fans in einem nicht gekannten Tempo ab Beginn der 1990er Jahre, als Raumschiff Enterprise: Das nächste Jahrhundert erstmals in Deutschland ausgestrahlt wurde. Bis dahin hatte es kaum mehr als ein Dutzend größerer Fanpublikationen pro Jahr im deutschen Sprachraum gegeben. Reguläre Veröffentlichungen waren „Warp“ und „Transwarp“ des „UFSTF“ aus Hamburg, „NCC“ und „Federation Report“ des „Star Fleet Command“ in Berlin sowie die „Trekworld“ des STCE in Augsburg.
In gleichem Maße wie die Vereinszahlen und deren Mitgliederregister wuchs in den folgenden Jahren auch die Menge der veröffentlichten Fan-Fiction. So konnten die großen Vereine durch Selektion die literarische und künstlerische Qualität der von ihnen gedruckten Geschichten und Zeichnungen stark erhöhen. Etwa 1995 war die Anzahl der Fanclubs und deren Veröffentlichungen alleine in Deutschland kaum noch überschaubar. Besonders gepflegt wurde die Fan-Fiction im Berliner Club „Star Trek Forum“, und auch der Hamburger Verein behielt diese Tradition bei.

## Filme
Als durch die Bedeutungszunahme des Internets die Kommunikation und die Veröffentlichung selbstgeschriebener Texte immer einfacher wurden und andererseits die technischen Möglichkeiten zur kostengünstigen Realisierung aufwendigerer Videoprojekte durch Amateure geschaffen waren, kam es um die Jahrtausendwende allmählich zu einem weitgehenden Niedergang der Fanzinekultur. Die deutschsprachige Anhängerschaft hatte zu diesem Zeitpunkt Fan-Fiction im Umfang etlicher tausend Seiten erzeugt, hinzu kommen auf Compact Cassette vertriebene Audiozines; die Menge der in weltweiten Fanpublikationen zu „Star Trek“ kann davon ausgehend nur grob auf eine sechsstellige Seitenzahl geschätzt werden. Von Fans verfasste Geschichten werden jedoch nach wie vor im Internet publik gemacht, in der Regel jedoch ohne Prüfung eines Lektors.
Seit etwa Ende der 1990er Jahre sind durch die rasch fortschreitende digitale Videotechnik und das Internet als Verbreitungsbasis völlig neue Möglichkeiten entstanden. Vor allem im englischsprachigen Raum sind eine ganze Reihe von Fan-Produktionen im Umlauf, denen auch von angesehenen Kritikern (zum Beispiel der New York Times) eine erstaunliche Qualität bescheinigt wird, die sich hinter professionellen Produktionen nicht (mehr) zu verstecken braucht.

### Nichtparodistische Werke
Zu den wichtigsten Projekten gehören:
- Star Trek: Hidden Frontier: Die bisher längste und am längsten laufende Fan-Produktion in sieben Staffeln mit 50 Episoden.[16] Jede der zwischen 2000 und 2007 gedrehten Staffeln umfasst zwischen sechs und neun Episoden von jeweils zirka 25 Minuten Länge. Die Serie knüpft an den Film Star Trek: Der Aufstand an. Die Serie wird fast ausschließlich in der digitalen Green-Screen-Technik gedreht (also ohne Sets), was sie vor allem in den ersten Staffeln technisch etwas anspruchslos ausschauen lässt – worauf die Macher der Serie selbst hinweisen und sich dafür entschuldigen.[17] In Fankreisen wird dagegen gelobt, dass sie interessante Charaktere biete, die differenziert auftreten, komplex interagieren und sich während des Fortschreitens der Serie auch entwickeln. Objektiv kann man festhalten, dass die technische Qualität der Folgen in den letzten Staffeln deutlich zunimmt. Hervorgehoben wird von Fans auch die Qualität der Drehbücher, die, ähnlich wie die schauspielerische Leistung, ein erstaunlich hohes Maß annehme.[18] Ein Teil der Hauptdarsteller wechselte nach dem Ende der Serie zum Nachfolger Star Trek: Odyssey (Start: 2007). 2008 sind drei weitere Ableger mit den Titeln Star Trek: The Helena Chronicles, Star Trek: Operation Beta Shield und Star Trek: Federation One gestartet. Mittlerweile (2015) hat sich das Team ganz auf die Produktion von Hörspielen verlegt.
- Star Trek: Odyssey: Im September 2007 gestartete Nachfolge-Serie zu Star Trek: Hidden Frontier, in der, ähnlich wie in Star Trek: Raumschiff Voyager, ein einzelnes Raumschiff der Sternenflotte weit entfernt der Heimat strandet, hier allerdings im Andromedanebel.
- Star Trek: The Helena Chronicles: Im Januar 2008 gestarteter Spin-off zu Star Trek: Hidden Frontier, der den Handlungsstrang der ersten Serie fortführt. Dabei spielt The Helena Chronicles – wie der Name schon vermuten lässt – größtenteils auf der U.S.S. Helena die in der letzten Folge der sechsten Staffel eingeführt wird.
- Starship Exeter: Online-Serie von Jimm und Joshua Johnson über die USS Exeter (NCC-1706) unter dem Kommando von Captain John Quincy Garrovick, der später auf der USS Farragut der erste Captain des jungen James T. Kirk war (vgl. die TOS-Folge „Tödliche Wolken (Obsession)“). Die Serie spielt damit ca. 15–20 Jahre vor der Zeit der Original-Serie Raumschiff Enterprise (TOS). Die Serie arbeitet mit ausgedehnten echten Schauplätzen und Requisiten und einer großen Zahl von Darstellern. Tricktechnik und schauspielerische Leistung vermitteln einen TOS-Effekt im 60er-Jahre-Design. Die „Serie“ besteht aus zwei Episoden, „The Savage Empire“ and „The Tressaurian Intersection.“
- Starship Farragut: Auch diese amerikanische Fan-Fiction spielt auf einem Schwesterschiff der Ur-Enterprise: der USS Farragut (NCC-1647) – es ist dies das Schiff, auf dem der junge James T. Kirk unter Captain Garrovick seinen ersten Posten als Lieutenant hatte. Die Serie ist aber zu einem späteren Zeitpunkt, parallel zu TOS, angesiedelt, als Captain Carter das Kommando hat.[19] Im Februar 2007 erschien die erste Folge, die gemäß Fanmeinungen durch sehr gute TOS-Sets, Tricktechnik und überdurchschnittliche schauspielerische Leistung überzeugen könne. Die zweite Folge erschien Anfang Dezember 2007. Mittlerweile sind auch zwei Kurzfolgen (Crew Logs) erschienen sowie zwei Zeichentrickfolgen (im Stil von Star Trek: The Animated Series). Die Serie gewann 2008 und 2009 jeweils den Preis des The Wrath of Con Science Fiction Convention and Film Festival als bester Fan-Film. 2012 erschien die dritte Folge und 2014 die vierte.
- Star Trek: New Voyages (zwischenzeitlich Star Trek: Phase II): Eines der ambitioniertesten und mit Produktionskosten von zirka 70.000 $ pro Folge auch wohl teuersten Projekte bisher.[20] James Cawley und Jack Marshall führen mit hohem technischen Aufwand die Fünfjahresmission der USS Enterprise fort – wozu sie z. T. auf Original-Drehbücher von Star Trek: Phase Two und Raumschiff Enterprise: Das nächste Jahrhundert zurückgreifen können.[21] Bisher (2015) sind neun Episoden (zwischen 40 und 60 Minuten lang) erschienen, darunter solche, die von D.C. Fontana oder David Gerrold, alten Star-Trek-Autoren, geschrieben wurden. Die Folgen enthalten Gastauftritte von Walter Koenig als Pavel Chekov, George Takei (Hikaru Sulu) und Denise Crosby (Tasha Yar). Auch auf Produzenten- und Regieseite finden sich viele Personen, die bei diversen „offiziellen“ Star-Trek-Serien oder Filmen mitgewirkt haben.
- Star Trek: Intrepid: Dieses schottische Fan-Projekt über die USS Intrepid (NCC-74600) spielt im 24. Jahrhundert, kurz nach dem Film Star Trek: Nemesis. Auch hier wird neben digitaler Technik mit echten Sets gearbeitet. Seit Mai 2007 sind bis heute (2013) sieben Folgen unterschiedlicher Länge erschienen; Schnitt- und Tricktechnik sind über dem Durchschnitt,[22] der schottische Akzent der meisten Schauspieler ist jedoch für ungeübte Personen teilweise schwer zu verstehen. Mittlerweile sind auch offizielle Fassungen mit englischen, spanischen und deutschen Untertiteln erhältlich. Parallel zur Arbeit an den eigenen Folgen wurden gemeinsame Projekte („Crossover“) mit dem Hidden-Frontier-Team unter dem Titel Star Trek: Operation Beta Shield, „One of Our Own“ und „Orphans of War“ abgedreht.[23]
- Star Trek: Of Gods And Men: Dies ist wohl das „professionellste“ Fan-Fiction-Projekt. Tim Russ (der auch Regie führt) und viele weitere Stars aus praktisch allen Serien spielen in einer dreiteiligen Mini-Serie, die 2006 bis 2008 produziert wurde und die im Internet zum freien Anschauen verfügbar ist.
- Star Trek: Renegades[24][25]: Von den Machern von Star Trek: Of Gods And Men und durch Crowdfunding finanziert, wurde dieser 90-minütige Film am 24. August 2015 auf You Toube veröffentlicht. Es spielen zahlreiche Schauspieler der diversen Originalserien mit. Geplant ist die Fortsetzung als Web-Serie.
- Star Trek Continues: Eines der ambitioniertesten amerikanischen Projekte von Vic Mignogna, führte – wie Star Trek: Phase II – mit hohem technischen Aufwand die Fünfjahresmission der USS Enterprise fort. Mit Pilgrim of Eternity wurde 2013 die erste Folge der Serie veröffentlicht, die eine Fortsetzung der Folge Der Tempel des Apoll (TOS 2 × 02) darstellt. Michael Forest übernahm wieder die Rolle des Apoll. Am 13. November 2017 kam die Serie nach insgesamt elf Folgen zum Abschluss, es erschienen zusätzlich drei Kurzfolgen (Vignettes).
- Star Trek: Borg War ist ein 90 Minuten langer, computergenerierter Trickfilm nach dem sogenannten Machinima-Verfahren: Dabei werden Szenen aus Star-Trek-Computerspielen kopiert, geschnitten, bearbeitet und mit neuen Dialogen unterlegt, so dass eine neue Handlung entsteht. Borg War hatte seine Premiere auf der Star Trek Convention 2007 in Las Vegas und war der erste nicht-parodistische Fanfilm, der von CBS auf einer offiziellen Convention zugelassen wurde. Der Film gewann außerdem zwei „Mackie“-Awards der amerikanischen Academy of Machinima Arts and Sciences.[26]
- Prelude to Axanar: Fanfilm von 2014

Besonders beliebt sind Serien, die zur TOS-Zeit auf Schwesterschiffen der USS Enterprise spielen, neben den beiden genannten (Farragut und Exeter) zum Beispiel Starship Lexington (NCC-1709) und Starship Excalibur (NCC-1705).

### Parodistische Werke
- Raumschiff Highlander: 5-teilige Fanproduktion von Robert Amper über die USS Highlander und ihren unfähigen Captain, die auf Video erschien und auch auf Sat.1 gezeigt wurde. Ab dem dritten Teil durften aus rechtlichen Gründen keine Star-Trek-Uniformen oder Spezies (Borg, Klingonen usw.) mehr verwendet werden.
- Star Tresh – The De-Generation ist eine von Best Entertainment auf DVD veröffentlichte Sammlung von 13 Episoden à ca. 7 Minuten des Regisseurs Wolfgang Siebers aus den Jahren 1996–1998. Die Episoden ergeben eine zusammenhängende Story und wurden mit sehr einfachen Mitteln humorvoll „trashig“ umgesetzt.
- Enter The Enterprise: Die Macher dieses Films, kurz „Ete“, hatten es sich zum Ziel gesetzt, die Star-Trek-Serie Enterprise aufs Korn zu nehmen. Die Charaktere trugen illustre Namen wie etwa Captain Jonny Archy oder Fick Fucker. Wegen rechtlicher Probleme entstand allerdings nicht mehr als eine Pilotfolge.
- Sinnlos im Weltraum: Hierbei handelt es sich nicht um eine Parodie im eigentlichen Sinn, sondern um Fansynchros, also eine Neusynchronisation von hauptsächlich TNG-Episoden, bei der den Darstellern oft vulgäre Wörter in den Mund gelegt wurden.
- Im Internet kursieren diverse von Fans für Fans geschriebene Star-Trek-Parodien. Eine der legendärsten und ältesten über TNG ist der Round Robin aus dem MausNet.
- Raumschiff Wolpertinger ist eine Parodie von Dingolstadt Comedy in Form einer Audioserie auf Star Trek: Raumschiff Voyager und Raumschiff Enterprise: Das nächste Jahrhundert auf bayrisch.
- Star Wreck ist eine finnische Parodiereihe auf Star Trek. In dem abendfüllenden unkommerziellen Spielfilm Star Wreck: In the Pirkinning tritt das Star-Wreck-Universum gegen das Babel-13-Universum (Babylon 5) an.
- Roddenberry on Patrol (2003 von Tim Russ) erzählt die kurze Geschichte des Streifenpolizisten und verhinderten Science-Fiction-Autors Gene Roddenberry, der auf seiner täglichen Streife einer Vielzahl dubioser Charaktere begegnet (von den Stars aller Star-Trek-Serien gespielt, darunter Robert Beltran, Ethan Phillips, Robert Picardo, Tim Russ, George Takei und Nichelle Nichols), die ihn zum Schreiben einer neuen Serie animieren. Besonders amüsant: Walter Koenig als grantelnder Vermieter und die Auflösung des Rothemden-Mythos.
- Unter dem Titel Apparatspott werden drei Parodien auf die Fernsehserie und die Kinofilme in Plattdeutsch zusammengefasst, die ab 1996 unter der Regie von Martin Hermann in Deutschland gedreht wurden:
  - Apparatspott – Gerangel in Ruum un Tied
  - De Apparatspott – Ick heep keene Lust mehr hier ünnen
  - Apparatspott – Dat mokt wie gistern
- Die Hörspielserie Quiqueck & Hämat und der Animationsfilm  Quiqueck & Hämat – Proll Out sind eine Comedy-Serie, die von zwei Außerirdischen auf ihrem Schiff, der „QSS Bulldock“, handelt und enthält zahlreiche Star-Trek-Anspielungen und -Parodien.
- StarStarSpace (2017 von der deutschen Youtuberin Coldmirror) ist eine Serie von animierten, ca. 5-minütigen Episoden zu den Abenteuern des Raumschiff USS Ente. Es gibt 23 Episoden (Stand 28. November 2017) und unregelmäßig, etwa alle 4–8 Wochen, erscheint eine weitere Episode. Die Serie ist auf Youtube zu finden.

### Rechtslage
Paramount Pictures und CBS, die offiziellen Rechte-Inhaber, haben bis 2016 diese Produktionen geduldet, solange sie einigen Regeln folgten:
- Die Filme dürfen keinen Profit abwerfen.
- Die Filme dürfen nicht auf Fan-Conventions oder anderen Veranstaltungen gezeigt werden, wenn dafür Eintrittsgelder erhoben werden.
- Die Filme müssen als freie Downloads angeboten werden.
- Paramount muss als offizieller Rechte-Inhaber genannt werden.

Am 26. Juni 2016 veröffentlichten CBS und Paramount wesentlich schärfere Richtlinien Fan-Fiction betreffend:
1. Weniger als 15 Minuten für eine Einzelgeschichte oder nicht mehr als zwei Teile mit insgesamt weniger als 30 Minuten, ohne weitere Episoden, Teile, Fortsetzungen oder Remakes.
2. Kein Titel darf den Namen „Star Trek“ enthalten. Dagegen muss ein Untertitel “A STAR TREK FAN PRODUCTION” enthalten sein. Die Bezeichnung „offiziell“ darf dabei nicht verwendet werden.
3. Der Inhalt muss original sein, es sind keine Reproduktionen, Nachgespieltes oder Clips einer Star-Trek-Produktion zulässig. Inhalte Dritter bedürfen schriftlicher Genehmigung der Drittpartei.
4. Bei Nutzung kommerziell erhältlicher Star-Trek-Uniformen, -Accessoires, -Spielzeuge und -Requisiten müssen diese aus dem offiziellen Merchandising stammen.
5. Es muss sich um eine echte „Fan“-Produktion handeln: Produzenten, Schauspieler und alle anderen Beteiligten müssen Amateure sein, dürfen nicht für ihre Tätigkeit bezahlt werden und dürfen weder bei Star-Trek-Serien, -Filmen, DVD-Produktionen oder bei Lizenznehmern von CBS oder Paramount Pictures angestellt sein noch früher angestellt gewesen sein.
6. Nur nichtkommerzielle Produktionen:
  1. Pro Produktion, egal ob 1 oder 2 Segmente dürfen maximal $50.000 an Fremdmitteln eingeworben werden, und wenn dieses Ziel erreicht ist, muss das Fundraising beendet werden.
  2. Aufführung oder Distribution sind nur zulässig auf unentgeltlicher Basis und/oder Verteilung via streaming services ohne Gewinnerzielung.
  3. Distribution darf nicht auf physischen Datenträgern wie DVD oder Blu-ray erfolgen.
  4. Auch Werbeeinnahmen dürfen mit einer Fan-Produktion nicht erzielt werden.
  5. Kein unlizenziertes Star-Trek-bezogenes oder Fan-Produktion-bezogenes Merchandising darf stattfinden, auch nicht unentgeltlich.
  6. Es darf kein Gewinn durch Verkauf oder Lizenzierung des Sets, von Requisiten oder Kostümen erzielt werden.
7. Fan-Produktionen müssen familienfreundlich und für öffentliche Vorführung geeignet sein. Ausgeschlossen sind Beschimpfungen, Nacktheit, Obszönitäten, Pornografie, Darstellung von Drogen, Alkohol, Tabak oder einer schädlichen oder illegalen Aktivität, jegliches Material, das beleidigend, betrügerisch, diffamierend, verleumderisch, abschätzig, sexuell explizit, bedrohlich oder hasserfüllt ist, außerdem jeder andere unangemessene Inhalt.
8. Im Abspann und auf Marketingmaterial einschließlich der Website der Fan-Produktion muss folgende Erklärung aufgeführt sein:
“Star Trek and all related marks, logos and characters are solely owned by CBS Studios Inc. This fan production is not endorsed by, sponsored by, nor affiliated with CBS, Paramount Pictures, or any other Star Trek franchise, and is a non-commercial fan-made film intended for recreational use.  No commercial exhibition or distribution is permitted. No alleged independent rights will be asserted against CBS or Paramount Pictures.”
9. Produzenten von Fan-Produktionen dürfen nicht anstreben, ihre Werke oder deren Bestandteile mit Copyright oder als Handelsmarken zu registrieren.
10. Fan-Produktionen dürfen keine Verbindung oder Unterstützung durch CBS oder Paramount Pictures behaupten oder implizieren.

Aufgrund der neuen Richtlinien wurde die geplante Fortsetzung von „Star Trek – Horizon“ namens „Federation Rising“ abgebrochen und die Fortsetzung von „Star Trek – Renegades“ namens „Requiem“ umgeschrieben, um jegliche Referenzen zu Star Trek zu beseitigen.

## Musik
Eine besondere Art der Fan-Fiction ist Filk. Hierbei handelt es sich um selbstgeschriebene Lieder, die ein Filksänger ursprünglich in Liedermachermanier gitarrespielend allein auf der Bühne vorträgt und die der amerikanischen Folk-Musik zuzuordnen sind. Später löste sich die Musik auch von dieser Spielart. Besonders in den 1990er Jahren gewannen elektronische Komponenten stark an Bedeutung. Es fanden sich auch Ensembles, deren Musik professionell produziert, und auf MC und CD vertrieben wurde, beispielsweise die des Rockmusikers Bernd Felsberger. „Filksongs“ sind mal ernster Natur, mal humorvoll und beschäftigen sich mit Ereignissen und Personen bestimmter Fernsehfolgen oder beispielsweise auch mit dem tragischen Dasein des Redshirts.